# Sporvognsmuseum Kassel
Sporvognsmuseum Kassel (Straßenbahnmuseum Kassel) er et museum i Kassel.
Museet der ligger i Betriebshof Sandershäuser Straße har vogne fra hele Kassels sporvejshistorie.
Museet har desuden en museumssporvejslinje, Oldtimer-Tram, der kører fra Betriebshof Wilhelmshöhe til Betriebshof Sandershäuser Straße. Sporvejslinjen kører på normalspor (1435 mm). 
I 1999 lå museet i Betriebshof Holländische Straße. 

## Ekstern henvisning
- Officiel hjemmeside (tysk)

51°18′33″N 9°31′9″Ø / 51.30917°N 9.51917°Ø